# Të dua zemër ty të dua
Të dua zemër ty të dua, alternativt Të dua zemër, ty të dua är en låt framförd av den kosovoalbanska sångerskan Albërie Hadërgjonaj. Låten är komponerad av Luan Zhegu.
Med låten ställde Hadërgjonaj för femte gången upp i Festivali i Këngës då hon år 2006 deltog i Festivali i Këngës 45. Hadërgjonaj deltog i den andra semifinalen, där hon framförde låten sist av alla. Efter att alla bidrag framförts stod det klart att hon tagit sig till finalen.
I finalen fick hon startnummer 1 med Hersiana Matmuja som framförde sitt bidrag efter henne. Hadërgjonaj fick av domarna 10 poäng, som högst 4 av en domare. Detta gav totalt en 11:e plats av 16 deltagare, precis bakom Matmuja.